# I Pomorski Lot Okrężny
I Pomorski Lot Okrężny – wojskowe zawody lotnicze rozegrane 19 września 1925 roku w północno-zachodniej Polsce.

## Informacje ogólne
Z inicjatywą rozegrania wojskowych zawodów lotniczych na Pomorzu wystąpił Komitet Wojewódzki Ligi Obrony Powietrznej Państwa w Toruniu. Celem inicjatywy była popularyzacja polskiego lotnictwa wojskowego, połączona z zaprezentowaniem ludności tego regionu nowo nabytych we Francji samolotów. W Bydgoszczy imprezę połączono z piknikiem lotniczym, na którym zaplanowano po południu pokazy akrobacji i przeloty pasażerskie nad miastem.
Start zawodów miał nastąpić 19 września 1925 r. w Toruniu (siedzibie 4 Pułku Lotniczego), następnie samoloty miały odwiedzić Bydgoszcz, Tucholę, Chojnice, Stargard, Grudziądz, Brodnicę i zakończyć rajd w Toruniu. Trasa liczyła około. 400 km. Na lotniskach załogi musiały zbierać pieczątki komisji sportowych, ponadto miały zrzucać meldunki nad punktami kontrolnymi na trasie. 
Do zawodów zgłosiło się 11 załóg, wszystkie na samolotach liniowych Potez XV A2, z trzech baz: 4 Pułku Lotniczego z Torunia (7 załóg), Niższej Szkoły Pilotów z Bydgoszczy (3 załogi) oraz Szkoły Strzelania i Bombardowania z Grudziądza (1 załoga). Załogi leciały w 2-osobowym składzie: pilot i mechanik. Nagrodą za pierwsze miejsce był złoty zegarek z herbem Pomorza i 125 zł, za drugie złoty sygnet i 100 zł, za trzecie srebrna papierośnica i 75 zł, a za czwarte srebrny żeton i 50 zł.

## Uczestnicy
W zawodach brali udział piloci:
4 Pułk Lotniczy z Torunia:
- mjr pil. Juliusz Gilewicz
- por. pil. Bolesław Gallus
- por. pil. Eugeniusz Guttmejer
- por. pil. Wacław Honowski
- chor. pil. Walerian Poznański
- sierż. pil. Żórawski
- plut. pil. Tomczak

Niższa Szkoła Pilotów z Bydgoszczy:
- por. pil. Franciszek Żwirko
- por. pil. Janusz Meissner
- sierż. pil. Józef Muślewski

Szkoła Strzelania i Bombardowania z Grudziądza:
- mjr pil. Władysław Kralewski

## Przebieg
Lot rozpoczął się wyznaczonego dnia o godz. 8. Jako pierwszy startował Walerian Poznański, a kolejni zawodnicy co 10 minut (kolejno: Guttmejer, Żórawski, Tomczak, Honowski, Kralewski, Muślewski, Gilewicz, Gallus, Meissner, Żwirko). W Bydgoszczy lądowali w tej samej kolejności, lecz później zaczęły się problemy niektórych załóg. Walerian Poznański rozbił swój samolot przy lądowaniu w Tucholi, a plut. Tomczak skapotował na lotnisku w Chojnicach. Żwirko musiał wymieniać świece zapłonowe, a Żórawski miał problemy z silnikiem.
Lot ukończyło osiem załóg, dolatując do Torunia około południa w kolejności: Guttmejer, Muślewski, Gilewicz, Meissner, Gallus, Żwirko, Kralewski, Honowski, Żórawski. Według oficjalnych wyników, najlepszy czas i zwycięstwo uzyskał Juliusz Gilewicz – 2h 35' (średnia prędkość prawie 155 km/h). Dalsze miejsca zajęli: Józef Muślewski (2h 36'), Janusz Meissner (2h 39') i Franciszek Żwirko (2h 54'). Wręczenie nagród odbyło się na bankiecie wieczorem w Dworze Artusa w Toruniu.